# Tit Volturci
Tit Volturci o Vulturci (en llatí Titus Volturcius o Vulturcius) va ser un polític, magistrat i conspirador a l'últim període de la República Romana.
Es diu que Volturci va ser enviat pel senador Publi Corneli Lèntul per acompanyar als ambaixadors dels al·lòbroges enviats a Catilina. Al Ponte Milvio va ser detingut juntament amb els ambaixadors, i Ciceró els va portar davant del senat, per ser sotmès a judici per la seva implicació en el que es va anomenar Conjuració de Catilina. Va acceptar ser informador a canvi del perdó, i va aportar moltes proves, cosa per la qual el senat el va recompensar, segons diu Sal·lusti.